# The Voice Within
„The Voice Within”  este un cântec lansat de interpreta americană Christina Aguilera. Face parte din cel de-al patrulea album de studio al Christinei, Stripped (2002).